# Geología del municipio de Isla Cristina

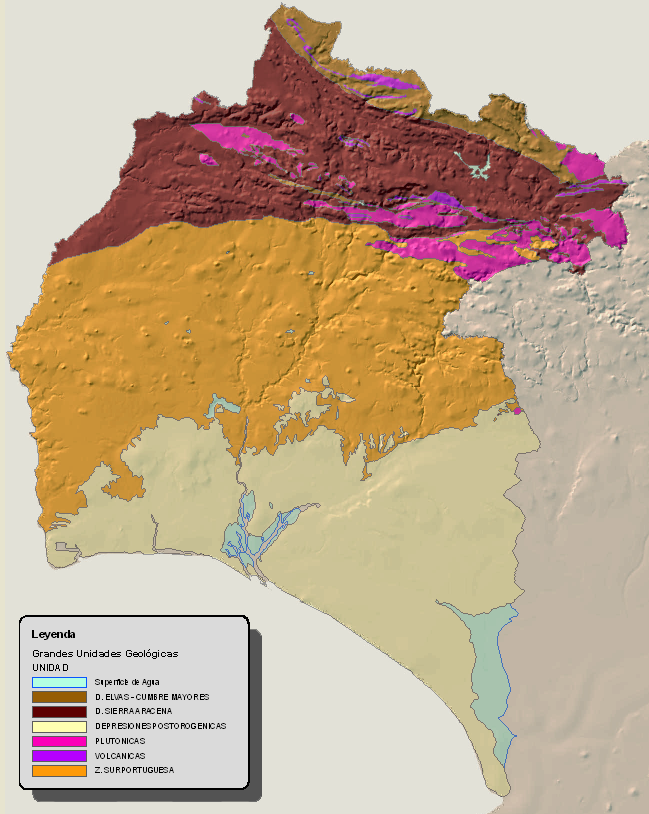
Mapa geológico de la provincia de Huelva.

La actual estructura litológica de Isla Cristina, al suroeste de la provincia española de Huelva se debe en gran medida a las consecuencias del terremoto de Lisboa de 1755.
Los materiales de Isla Cristina son relativamente jóvenes, pertenecientes al Plioceno (final del Neógeno) y Cuaternario y están constituidos fundamentalmente por gravas, arenas, limos y arcillas. Seguidamente se amplían de forma detallada las unidades geológicas existentes en el municipio, indicando la edad a la que pertenecen (dos unidades para terrenos neógenos y cuatro para los cuaternarios).

## Neógeno

### Limos arenosos y arenas gris-amarillento
Es una serie de constitución eminentemente terrígena, que yace en discordancia con los materiales del Paleozoico y Triásico. Ocupa una extensa mancha en el sureste y una pequeña franja situada hacia el oeste, ambas zonas aparecen sin conexión, debido al depósito de sedimentos cuaternarios entre ellas. Presenta potencias variables y cambios laterales de facies suaves. El mejor afloramiento se puede observar en los acantilados de la costa, desde La Antilla (en las proximidades del límite SE) a La Redondela. En general, es una sucesión de bancos de 1 a 3,5 m de espesor, constituidos por lutitas arenosas y arenas limo - arcillosas con finas intercalaciones decimétricas de argilolitas calcáreas. En los tramos superiores, en la separación entre los bancos, aparecen costras de arenisca con cemento ferruginoso, en las que son muy abundantes los restos vegetales. Otras veces, las costras presentan ripples simétricos y/o laminación paralela. Petrográficamente son litarenitas feldespáticas cuyos fragmentos de roca son limolitas metamórficas, pizarras, grauvacas, chert y fragmentos de rocas volcánicas. Su tamaño oscila de arena media a limo grueso y, en general, están mal redondeadas. El origen de estos sedimentos estaría situado dentro de un complejo deltaico con aportes masivos direccionales. Ésta formación está datada como Plioceno s. l.

### Formación Roja
Está presente en todo el término municipal y aparece rodeando el glacis cuaternario. Se compone esencialmente de gravas, conglomerados y arenas de color rojo. Presenta una potencia máxima de unos 20 m. Se dispone en discordancia con la formación anterior y se le atribuye una edad pliocuaternaria. Dentro de esta formación se distinguen unos primeros paquetes con predominio de arenas sobre gravas y conglomerados, para proseguir de forma masiva, hasta el contacto con el glacis superior. 
Las arenas son de tipo litarenitas con fragmentos de roca de pizarras, limolitas, grauvacas y chert. Los granos son de subangulosos a angulosos. Las ruditas de los paquetes inferiores son paraconglomerados poligénicos con predominio de las cuarcitas sobre grauvacas y pizarras. Los cantos varían de subredondeados a redondeados. Las estructuras sedimentarias no son muy abundantes ni variadas. Puede observarse estratificación cruzada de surco, paleocanales y escasos ripples de corriente. A esta formación se le supone un origen fluvial con una red tipo “braided” poco densa en los tramos inferiores, con paso a un régimen fluvial de abanicos aluviales coalescentes en los superiores.

## Cuaternario

### Glacis
Esta formación está presente en una amplia zona que ocupa la mitad norte del término municipal. En discordancia sobre las formaciones anteriores y como colmatación de la cubeta donde se disponen los abanicos de la formación roja, se origina este glacis, constituido por ruditas y arenas, con escasa matriz lutítica. Son frecuentes las costras ferralíticas y nódulos de arenisca ferruginosa y escasas las estructuras de pequeños paleocanales observables. Su potencia varía de 0 a 3 m.

### Formaciones eólicas
Desde la desembocadura del Guadiana hasta el límite este del municipio, se
extiende la barrera costera y mantos eólicos asociados, constituidos por arenas blancas con restos fósiles y abundantes minerales negros. La barrera dunar avanza desde la línea de playa sobre la marisma. Las fluctuaciones del nivel freático son debidas a las mareas o a los cambios estacionales. La variación de la red de canales de marea o distributarios del Guadiana, influye de forma decisiva en el avance de los trenes dunares sobre los distintos sectores, en su degradación a manto eólico y en la mezcla posterior con sedimentos de marisma. Tanto las arenas de la barrera dunar como las de los cuaternarios eólicos son del tipo subarcosa con tendencia a cuarzoarenitas, con valores entre el 1 y el 2 % de minerales pesados, siendo frecuentes turmalina, circón, rutilo, limonita, magnetita, etc.

### Medios de transición
Ocupa una extensa franja al sur. Los medios de transición están formados por áreas pantanosas o marismas salobres. La sedimentación en estas zonas tiene como componente principal las lutitas y/o fangolitas verdes o azuladas, con laminación paralela y algunas láminas de color muy oscuro ricas en materia orgánica. La ausencia de sondeos nos impide saber la potencia de esta formación.

### Aluvial
Estos sedimentos se disponen sobre las zonas adyacentes a los arroyos y barrancos que discurren por el municipio. Los aluviales de los arroyos que se encajan en la formación roja son de escasa entidad y potencia, variando su constitución según las características de la superficie por donde circulen. Por lo general, son ruditas en zonas de cabeza y arenas medias-finas con escasa grava, en la desembocadura de estos arroyos y la marisma.

## Sismicidad
Descansa sobre una zona de moderada actividad sísmica, entre la placa africana y la euroasiática, subplaca ibérica. Uno de los últimos terremotos importantes fue el de la madrugada del 20 de diciembre de 1989, en el que un terremoto de 5 grados de magnitud en la escala de Richter con su hipocentro a 23 km de profundidad hizo temblar la provincia.
Gracias a que el terreno, arenoso, absorbe gran parte de la energía liberada por los terremotos los efectos no suelen ser graves, sin embargo, el 28 de febrero de 1969 un terremoto obligó a desalojar 60 casas de Isla Cristina y se saldó con 4 fallecidos en Isla Cristina (19 en total).